# ショーン・ラビット
ショーン・ラビット（英語: Sean Rabbitt, 1990年4月8日 - ）は、アメリカ合衆国出身の男性元フィギュアスケート選手（男子シングル）。
2015年スケートカナダオータムクラシック3位。

## 人物
マンゴーアレルギーである。
1歳年上の兄は日本人女性と結婚しており、自身も大学で日本語を学んだ経験がある。

## 経歴
2002年に全米選手権の予選であるリージョナル選手権に出場し始めた。ペアスケーターとしては2003年と2004年にジュブナイルクラスで全米選手権に出場したが、その後シングルに専念した。
2009-2010シーズン、ジュニアクラスでシングルのスケーターとして初めて全米選手権の本戦に出場し11位だった。翌シーズンにシニアクラスへ上がり、全米選手権では20位に入った。
2011-2012シーズン、全米選手権の予選であるパシフィックコーストセクショナル選手権で5位となった。そこで上位4位以内に入ることができなかったため、本戦への出場はならなかった。シーズン終了後にピーター・オペガードからタミー・ギャンビルにコーチを変更し、練習拠点をリバーサイドへ移した。
2015-2016シーズン、自身初の国際大会であるオータムクラシックで銅メダルを獲得した。
2020年11月、自身のInstagramで現役引退を表明した。

## 主な戦績
| 大会/年            | 2009 -10 | 2010 -11 | 2012 -13 | 2013 -14 | 2014 -15 | 2015 -16 | 2016 -17 | 2017 -18 | 2018 -19 | 2019 -20 |
| ------------------ | -------- | -------- | -------- | -------- | -------- | -------- | -------- | -------- | -------- | -------- |
| 全米選手権         | 11 J     | 20       | 19       | 14       | 12       | 9        | 8        | 14       | 8        | 9        |
| CS ネペラ杯        |          |          |          |          |          |          |          |          | 7        |          |
| CS USクラシック    |          |          |          |          |          |          | 7        | 8        |          |          |
| CSゴールデンスピン |          |          |          |          |          | 15       |          |          |          |          |
| オータムクラシック |          |          |          |          |          | 3        |          |          |          |          |

### 詳細
| 2017-2018 シーズン   |                                                                               |         |          |          |
| 開催日               | 大会名                                                                        | SP      | FS       | 結果     |
| 2017年9月13日 - 17日 | ISUチャレンジャーシリーズUSインターナショナルクラシック（ソルトレイクシティ） | 9 68.60 | 7 135.86 | 8 204.46 |

| 2016-2017 シーズン   |                                                                                |          |          |          |
| 開催日               | 大会名                                                                         | SP       | FS       | 結果     |
| 2017年1月14日 - 22日 | 全米フィギュアスケート選手権（カンザスシティ）                                 | 11 73.41 | 7 154.61 | 8 228.02 |
| 2016年9月14日 - 17日 | ISUチャレンジャーシリーズ USインターナショナルクラシック（ソルトレイクシティ） | 7 72.45  | 7 137.21 | 7 209.66 |

| 2015-2016 シーズン    |                                                        |          |           |           |
| 開催日                | 大会名                                                 | SP       | FS        | 結果      |
| 2016年1月15日 - 24日  | 全米フィギュアスケート選手権（セントポール）           | 9 66.71  | 10 125.92 | 9 192.63  |
| 2015年12月2日 - 5日   | ISUチャレンジャーシリーズ ゴールデンスピン（ザグレブ） | 15 54.34 | 12 119.75 | 15 174.09 |
| 2015年10月12日 - 15日 | 2015年スケートカナダオータムクラシック（バリー）       | 4 64.75  | 3 136.95  | 3 201.70  |

| 2014-2015 シーズン   |                                                |          |           |           |
| 開催日               | 大会名                                         | SP       | FS        | 結果      |
| 2015年1月17日 - 25日 | 全米フィギュアスケート選手権（グリーンズボロ） | 11 71.39 | 12 139.85 | 12 211.24 |

| 2013-2014 シーズン  |                                          |          |           |           |
| 開催日              | 大会名                                   | SP       | FS        | 結果      |
| 2014年1月5日 - 12日 | 全米フィギュアスケート選手権（ボストン） | 15 60.58 | 14 122.76 | 14 183.34 |

| 2012-2013 シーズン   |                                        |          |           |           |
| 開催日               | 大会名                                 | SP       | FS        | 結果      |
| 2013年1月20日 - 27日 | 全米フィギュアスケート選手権（オマハ） | 15 62.87 | 18 118.79 | 19 181.66 |

| 2010-2011 シーズン   |                                                |          |           |           |
| 開催日               | 大会名                                         | SP       | FS        | 結果      |
| 2011年1月23日 - 30日 | 全米フィギュアスケート選手権（グリーンズボロ） | 21 51.42 | 19 104.29 | 20 155.71 |

| 2009-2010 シーズン   |                                                           |          |          |           |
| 開催日               | 大会名                                                    | SP       | FS       | 結果      |
| 2010年1月14日 - 24日 | 全米フィギュアスケート選手権 ジュニアクラス（スポケーン） | 10 50.94 | 10 97.61 | 11 148.55 |

## プログラム使用曲
| シーズン  | SP | FS |
| --------- | --- | --- |
| 2016-2017 | テレビドラマ『エデンの東』より 作曲：リー・ホールドリッジ 振付：ショーン・ラビット                        | マンボメドレー 演奏：ペレス・プラード 振付：シンディ・スチュアート                                                                            |
| 2015-2016 | バッカナール 歌劇『サムソンとデリラ』より 作曲：カミーユ・サン＝サーンス 振付：ジャスティン・ディロン     | ヘ調の協奏曲 作曲：ジョージ・ガーシュウィン 振付：シンディ・スチュアート                                                                      |
| 2014-2015 | バッカナール 歌劇『サムソンとデリラ』より 作曲：カミーユ・サン＝サーンス 振付：ジャスティン・ディロン     | シング・シング・シング パート2 ミュージカル『フォッシー』より 作曲：ルイ・プリマ 振付：シンディ・スチュアート                                 |
| 2013-2014 | リヴ・フォーエヴァー 作曲：ブライアン・メイ 振付：ジャスティン・ディロン                                  | シング・シング・シング パート2 ミュージカル『フォッシー』より 作曲：ルイ・プリマ 振付：シンディ・スチュアート                                 |
| 2012-2013 | One Mint Julep 映画『恋は邪魔者』サウンドトラックより 演奏：ザビア・クガート 振付：シンディ・スチュアート | ダフニスとクロエ 作曲：モーリス・ラヴェル 振付：かワン・クワン＝オペガード                                                                    |
| 2011-2012 | One Mint Julep 映画『恋は邪魔者』サウンドトラックより 演奏：ザビア・クガート 振付：シンディ・スチュアート | 映画『ラスト サムライ』より 作曲：ハンス・ジマー 映画『SAYURI』より 作曲：ジョン・ウィリアムズ 振付：ショーン・ラビット、ピーター・オペガード |
| 2010-2011 | 今夜はビート・イット スリラー 曲：マイケル・ジャクソン                                                    | The Offspring of the Dragons 作曲：侯德健 |
| 2009-2010 | タンゴ・デ・ロス・エクシラドス 演奏：ヴァネッサ・メイ                                                     | バレエ『ガイーヌ』より 作曲：アラム・ハチャトゥリアン 歌劇『サロメ』より 作曲：リヒャルト・シュトラウス                                       |